# آلن استوانوویچ
آلن استوانوویچ (انگلیسی: Alen Stevanović؛ زادهٔ ۷ ژانویهٔ ۱۹۹۱) یک بازیکن فوتبال اهل صربستان است. وی همچنین در تیم ملی فوتبال صربستان بازی کرده‌است.
از باشگاه‌هایی که در آن بازی کرده‌است می‌توان به باشگاه فوتبال تورینو، باشگاه فوتبال پالرمو، باشگاه فوتبال پارتیزان و باشگاه فوتبال جمشدپور اشاره کرد.